# Meteș
Meteș je rumunská obec v župě Alba. Žije zde přibližně 2 600 obyvatel. Obec se skládá z dvanácti částí.

## Části obce
- Meteș – 314 obyvatel
- Ampoița – 673 obyvatel
- Isca – 7 obyvatel
- Lunca Ampoiței – 118 obyvatel
- Lunca Meteșului – 84 obyvatel
- Pădurea – 42 obyvatel
- Poiana Ampoiului – 234 obyvatel
- Poiana Ursului – 10[2] obyvatel
- Presaca Ampoiului – 311 obyvatel
- Remetea – 17 obyvatel
- Tăuți – 559 obyvatel
- Văleni – 205 obyvatel